# سوکلوس

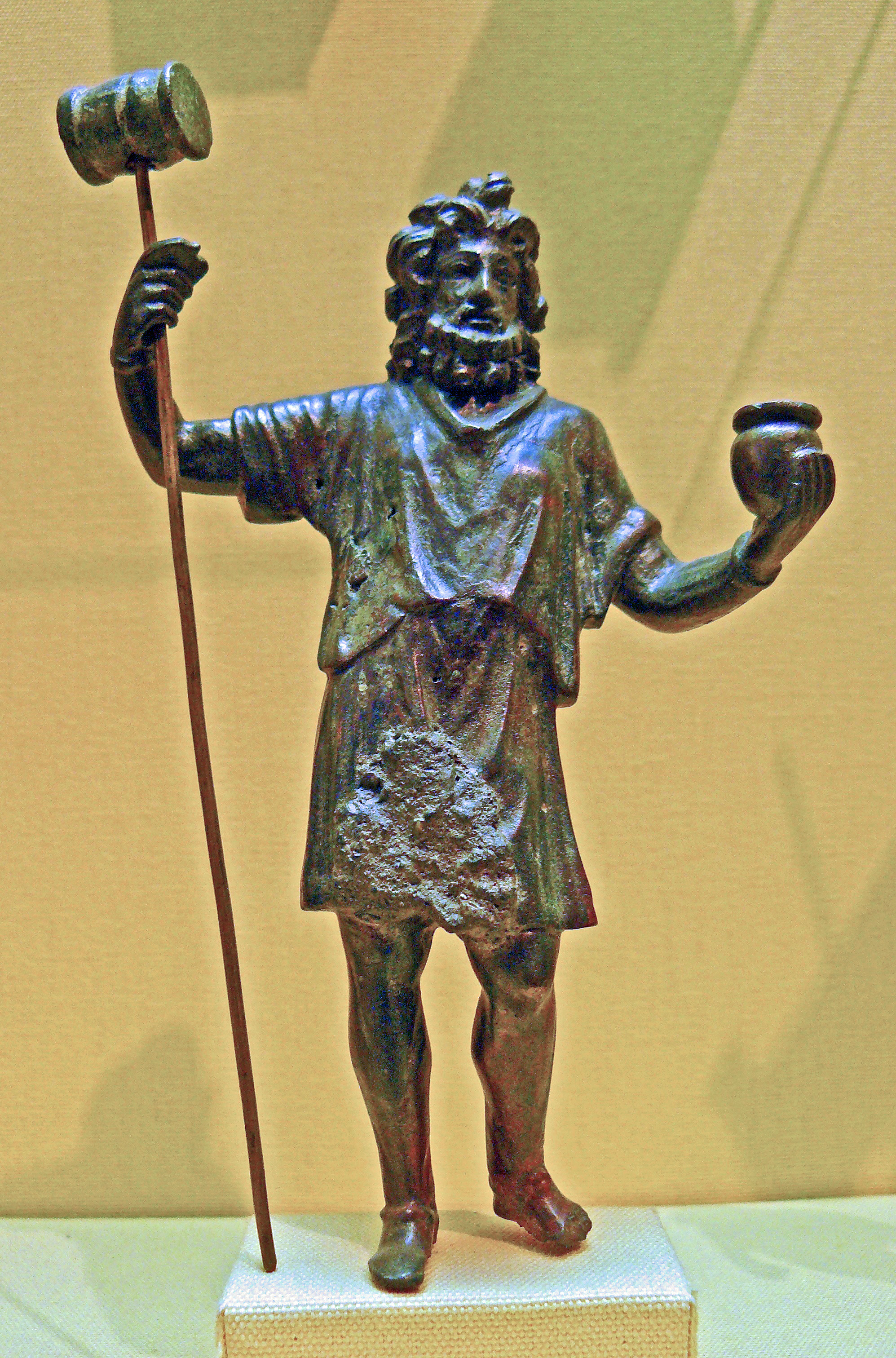
ایزد سوکلوس با چکش و جام

سوکلوس از ایزدان اقوام سلت پیش از مسیحیت بودند. سوکلوس را به عنوان خدای ضربه‌زننده بزرگ و نیرومند توصیف می‌کنند. او را در قالب پیرمردی با ریش و گیسوان بلند که پیراهنی بلند به تن کرده و کمربند بسته و یک چکش به دست گرفته و در دست دیگری, جامی دارد, توصیف می‌کنند. گروهی چکش سوکلوس را با چکش ثور خدای اقوام ژرمنی مقایسه می‌کنند. به علت کمبود منابع درباره سوکلوس و به طور کلی پیرامون دین و اعتقادات اقوام سلتی, اطلاعاتی زیادی نداریم و فقط می‌توان از طریق گزارش‌های رومیان و یونانیان و نیز کشفیات باستان‌شناسی حدس و گمان‌هایی زد. در نقش برجسته‌ها و مجسمه‌های یافت شده همسر سوکلوس الهه‌ای به نام نانتوسوئلتا بوده است. همچنین در برخی مناطق سوکلوس به جای چکش مشهورش, داس به دست دارد که گمان می‌رود حاصل یکسان انگاری او با سیلوانوس, ایزد کشاورزی روم باستان, باشد. 